# Кастиљон Фибоки
Кастиљон Фибоки (итал. Castiglion Fibocchi) је насеље у Италији у округу Арецо, региону Тоскана.
Према процени из 2011. у насељу је живело 1858 становника. Насеље се налази на надморској висини од 276 м.

## Становништво
| 1936. | 1951. | 1961. | 1971. | 1981. | 1991. | 2001. | 2011. |
| ----- | ----- | ----- | ----- | ----- | ----- | ----- | ----- |
| 1.390 | 1.342 | 1.084 | 1.118 | 1.517 | 1.731 | 1.985 | 2.218 |